# Love of the Common People (album)
| Recensione              | Giudizio |
| ----------------------- | -------- |
| AllMusic                |          |
| Dizionario del Pop-Rock |          |

Love of the Common People è il sesto album di Waylon Jennings, pubblicato nell'agosto del 1967, con la produzione di Chet Atkins.

## Tracce
Lato A
1. Money Cannot Make the Man – 2:50 (Jay Glaser)
2. Young Widow Brown – 2:09 (Waylon Jennings, Sky Corbin)
3. You've Got to Hide Your Love Away – 2:20 (John Lennon, Paul McCartney)
4. Love of the Common People – 2:54 (Ronnie Wilkins, John Hurley)
5. I Tremble for You – 2:16 (Johnny Cash, Lew DeWitt)
6. Destiny's Child – 2:06 (Sonny Curtis)

Lato B
1. Ruby, Don't Take Your Love to Town – 2:13 (Mel Tillis)
2. The Road – 2:51 (Ted Harris)
3. If the Shoe Fits – 2:17 (Harlan Howard, Freddie Hart)
4. Don't Wastle Your Time – 2:16 (Marty Taylor)
5. Taos, New Mexico – 2:21 (Bob Ferguson)
6. Two Streaks of Steel – 2:16 (Ben Peters)

Tracce bonus nell'edizione CD
1. The Chokin' Kind – 2:27 (Harlan Howard)
2. Walk On out of My Mind – 2:18 (Red Lane)

## Musicisti
- Waylon Jennings - voce, chitarra
- Jerry Reed - chitarra, dobro
- Fred Carter - chitarra
- Wayne Moss - chitarra
- Velma Smith - chitarra ritmica
- Hargus Pig Robbins - pianoforte, organo
- David Briggs - pianoforte, organo
- Charlie McCoy - armonica
- Ray Stevens - vibrafono.
- Bobby Dyson - basso
- Roy Huskey - basso
- Buddy Harman - batteria
- Jerry Carrigan - batteria
- Farrell Morris - percussioni
- Dorothy Dillard - accompagnamento vocale.
- Priscilla Hubbard - accompagnamento vocale.
- Louis Nunley - accompagnamento vocale.
- William Wright - accompagnamento vocale.

## Successo commerciale
Album
| Anno | Classifica         | Posizione massima |
| ---- | ------------------ | ----------------- |
| 1967 | Top Country Albums | 3                 |